# Universidade Paris-Sorbonne-Abu-Dhabi
A Universidade Paris-Sorbonne-Abu-Dhabi (em francês:  Université Paris-Sorbonne-Abu-Dabi), é uma universidade privada de Abu Dhabi.
O primeiro curso foi realizado em 7 de Outubro de 2006. A instalação abre oficialmente só depois de 18 de novembro 2006. Por ocasião do Show Aéreo de Paris 2017, a Universidade assinou um acordo de cooperação com a ENAC para ensinar um mestre na aviação estende e experiência em uma nova área.

## Faculdades
- Arqueologia e história da arte
- Economia e Gestão
- Direito
- Geografia e Planeamento
- História
- Línguas estrangeiras
- Idiomas modernos (língua francesa e literatura)
- Filosofia e Sociologia físico